# Partecipanti al Tour de France 1959
Qui di seguito viene riportato l'elenco dei partecipanti al Tour de France 1959.

## Corridori per squadra
Nota: R ritirato, NP non partito, FT fuori tempo massimo
| Paesi Bassi/ Lussemburgo | Paesi Bassi/ Lussemburgo | Paesi Bassi/ Lussemburgo | Spagna              | Spagna                  | Spagna              | Centro            | Centro               | Centro            |
| ------------------------ | ------------------------ | ------------------------ | ------------------- | ----------------------- | ------------------- | ----------------- | -------------------- | ----------------- |
| 1                        | Charly Gaul              | 12º                      | 81                  | Federico Bahamontes     | 1º                  | 141               | Jean Anastasi        | R 4ª              |
| 2                        | Aldo Bolzan              | 45º                      | 82                  | José-Herrero Berrendero | R 13ª               | 142               | Henry Anglade        | 2º                |
| 3                        | Marcel Ernzer            | 33º                      | 83                  | Juan Campillo           | 58º                 | 143               | Louis Bergaud        | 13º               |
| 4                        | Jempy Schmitz            | R 10ª                    | 84                  | José Gómez del Moral    | 47º                 | 144               | Louis Bisilliat      | 65º               |
| 5                        | Piet Damen               | 27º                      | 85                  | Jesús Galdeano          | R 13ª               | 145               | Manuel Busto         | 39º               |
| 6                        | Daan De Groot            | R 10ª                    | 86                  | Aniceto Utset           | FT 15ª              | 146               | Michel Dejouhannet   | FT 13ª            |
| 7                        | Piet de Jongh            | R 14ª                    | 87                  | René Marigil            | R 19ª               | 147               | Jean Dotto           | 15º               |
| 8                        | Jaap Kersten             | 50º                      | 88                  | Fernando Manzaneque     | 14º                 | 148               | Jean Forestier       | 34º               |
| 9                        | Abraham Kool             | R 14ª                    | 89                  | Luis Otaño              | R 13ª               | 149               | Bernard Gauthier     | R 13ª             |
| 10                       | Martin van den Borgh     | R 13ª                    | 90                  | Julio San Emeterio      | 40º                 | 150               | Valentin Huot        | 48º               |
| 11                       | Piet van Est             | R 13ª                    | 91                  | Carmelo Morales         | 43º                 | 151               | Marcel Rohrbach      | 51º               |
| 12                       | Gerrit Voorting          | R 14ª                    | 92                  | Antonio Suárez          | R 13ª               | 152               | Louis Rostollan      | 59º               |
| Belgio                   | Belgio                   | Belgio                   | Svizzera / Germania | Svizzera / Germania     | Svizzera / Germania | Parigi / Nord-Est | Parigi / Nord-Est    | Parigi / Nord-Est |
| 21                       | Jan Adriaenssens         | 7º                       | 101                 | Ernest Ecuyer           | R 13ª               | 161               | Jean-Claude Annaert  | R 18ª             |
| 22                       | Jean Brankart            | 10º                      | 102                 | Rolf Graf               | 21º                 | 162               | Jean Hoffmann        | R 15ª             |
| 23                       | Kamiel Buysse            | 61º                      | 103                 | Hans Hollenstein        | R 8ª                | 163               | Jacques Champion     | R 7ª              |
| 24                       | Fred De Bruyne           | 31º                      | 104                 | Emanuel Plattner        | R 13ª               | 164               | Édouard Delberghe    | 54º               |
| 25                       | Armand Desmet            | 23º                      | 105                 | Max Schellenberg        | R 14ª               | 165               | Raymond Hoorelbeke   | 29º               |
| 26                       | Jos Hoevenaers           | 8º                       | 106                 | Attilio Moresi          | R 13ª               | 166               | Stéphane Lach        | R 19ª             |
| 27                       | Marcel Janssens          | 25º                      | 107                 | Ernst Traxel            | 55º                 | 167               | André Le Dissez      | R 16ª             |
| 28                       | Eddy Pauwels             | 11º                      | 108                 | Otto Altweck            | R 8ª                | 168               | Jean-Claude Lefebvre | FT 14ª            |
| 29                       | Jozef Planckaert         | 17º                      | 109                 | Lothar Friedrich        | 18º                 | 169               | Orphée Meneghini     | R 19ª             |
| 30                       | Michel Van Aerde         | 22º                      | 110                 | Mathias Loder           | R 18ª               | 170               | René Pavard          | R 13ª             |
| 31                       | Martin Van Geneugden     | 53º                      | 111                 | Winfried Ommer          | R 8ª                | 171               | Jean Robic           | FT 20ª            |
| 32                       | Guillaume Van Tongerloo  | R 10ª                    | 112                 | Franz Reitz             | 49º                 | 172               | Michel Vermeulin     | 20º               |
| Italia                   | Italia                   | Italia                   | Internazionale      | Internazionale          | Internazionale      | Ovest / Sud-Ovest | Ovest / Sud-Ovest    | Ovest / Sud-Ovest |
| 41                       | Pierino Baffi            | 60º                      | 121                 | Adolf Christian         | 41º                 | 181               | Max Bleneau          | 63º               |
| 42                       | Ercole Baldini           | 6º                       | 122                 | Richard Durlacher       | R 10ª               | 182               | Albert Bouvet        | R 13ª             |
| 43                       | Waldemaro Bartolozzi     | 57º                      | 123                 | Arne Jonsson            | R 9ª                | 183               | Jean Gainche         | R 18ª             |
| 44                       | Dino Bruni               | 64º                      | 124                 | Ole-Bent Retvig         | R 7ª                | 184               | Joseph Groussard     | 56º               |
| 45                       | Aurelio Cestari          | 38º                      | 125                 | John Andrews            | R 3ª                | 185               | Félix Lebuhotel      | 46º               |
| 46                       | Nello Fabbri             | 42º                      | 126                 | Tony Hewson             | R 7ª                | 186               | François Mahé        | 5º                |
| 47                       | Roberto Falaschi         | R 22ª                    | 127                 | Brian Robinson          | 19º                 | 187               | Fernand Picot        | 44º               |
| 48                       | Giuseppe Fallarini       | R 12ª                    | 128                 | Seamus Elliott          | FT 14ª              | 188               | Francis Pipelin      | R 14ª             |
| 49                       | Vito Favero              | R 11ª                    | 129                 | Vic Sutton              | 37º                 | 189               | Marcel Queheille     | 26º               |
| 50                       | Michele Gismondi         | 30º                      | 130                 | Thadeusz Wierucki       | R 20ª               | 190               | Gérard Saint         | 9º                |
| 51                       | Arrigo Padovan           | 52º                      | 131                 | Antonio Baptista        | FT 19ª              | 191               | Tino Sabbadini       | 62º               |
| 52                       | Ernesto Bono             | 36º                      | 132                 | José-Sousa Cardoso      | R 17ª               | 192               | Joseph Thomin        | 24º               |
| Francia                  |                          |                          |                     |                         |                     |                   |                      |                   |
| 61                       | Jacques Anquetil         | 3º                       |                     |                         |                     |                   |                      |                   |
| 62                       | Louison Bobet            | R 18ª                    |                     |                         |                     |                   |                      |                   |
| 63                       | Robert Cazala            | 32º                      |                     |                         |                     |                   |                      |                   |
| 64                       | André Darrigade          | 16º                      |                     |                         |                     |                   |                      |                   |
| 65                       | Pierre Everaert          | R 13ª                    |                     |                         |                     |                   |                      |                   |
| 66                       | Raphaël Géminiani        | 28º                      |                     |                         |                     |                   |                      |                   |
| 67                       | Jean Graczyk             | 35º                      |                     |                         |                     |                   |                      |                   |
| 68                       | Roger Hassenforder       | R 15ª                    |                     |                         |                     |                   |                      |                   |
| 69                       | Raymond Mastrotto        | FT 15ª                   |                     |                         |                     |                   |                      |                   |
| 70                       | René Privat              | R 16ª                    |                     |                         |                     |                   |                      |                   |
| 71                       | Roger Rivière            | 4º                       |                     |                         |                     |                   |                      |                   |
| 72                       | Jean Stablinski          | R 13ª                    |                     |                         |                     |                   |                      |                   |